# Гайль, Тадеуш
Тадеуш Гайль (пол. Tadeusz Gajl; род. 1940, Вильно) — польский художник-график, пластик, редактор.

## Биография
После окончания в 1966 году Академии изобразительных искусств в Лодзи работал дизайнером на ряде предприятий текстильной промышленности Польши.
Затем — начальник отдела графики журнала «Контрасты» (пол. Kontrasty, 1974—1981). С 1981 года занимался самостоятельной творческой работой. В 1990 году — один из создателей общественно-политического издания «Белостоцкий еженедельник» (пол. Tygodnik Białostocki).
В 1989—1990 годах работал главным и художественным редактором еженедельника «Плюс» (пол. Plus).

## Творчество
Геральдикой занимается с 1983 года.
Создатель восстановленных исторических цветных изображений гербов польского дворянства (шляхты). Гербы его авторства несколько отличаются от общепринятых и называются теперь гайлевскими гербами (англ. Gajlesque Coat of Arms). Например, Гайль использует в них немецкий геральдический щит вместо оригинального польского.
Автор гербовников:
- «Польские шляхетские роды и их гербы» (пол. Polskie rody szlacheckie i ich herby), содержащий более 1250 гербов, трижды переиздававшегося в 1999, 2000, 2003 годах.
- «Гербы Речи Посполитой Двух Народов» (пол. Herby szlacheckie Rzeczypospolitej Obojga Narodów (2003), содержащий 3000 цветных гербов, которые иногда без указания авторства помещаются в разного рода изданиях и на интернет-страницах многих стран,
- «Шляхетские гербы после раздела Польши» (пол. Herby szlacheckie Polski porozbiorowej (2005),
- «Гербовник Польши от средневековья до XX века» (пол. Herbarz Polski od Średniowiecza do XX wieku (2007, расширенное издание 2011).
- «Новый польский гербовник» (пол. Nowy Herbarz Polski. Wyd.Latarnia: Gdańsk, Gdynia 2016)

Создал ряд современных гербов польских воеводств, городов и других населённых пунктов, в том числе Подляского воеводства, Белостока, Сокульского и Семятыченского повятов, города Шепетово, а также Корыцин, Завады, Замбрув и др.
Тадеуш Гайль вместе с Лехом Милевским — создатель интернет-поисковика «Гербовник», при помощи которого можно найти гербы Польши, изложенные в его изданиях.
- Герб Подляского воеводства
- Герб Белостока
- Герб Сокульского повята
- Герб Семятыченского повята
- Герб гмины Замбрув
- Герб села Кобылин-Божымы